# Senneterre
Senneterre es una ciudad de la provincia de Quebec, Canadá. Está ubicada en el municipio regional de condado del La Vallée-de-l'Or y a su vez, en la región administrativa de Abitibi-Témiscamingue. Hace parte de las circunscripciones electorales de Abitibi-Est a nivel provincial y de Nunavik−Eeyou a nivel federal.

## Geografía
Senneterre se encuentra ubicada en las coordenadas 48°32′00″N 77°14′00″O / 48.53333, -77.23333. Según Statistics Canada, tiene una superficie total de 14 892 km² y es una de las 1135 municipalidades en las que está dividido administrativamente el territorio de la provincia de Quebec.

## Demografía
Según el censo de 2011, había 2953 personas residiendo en esta ciudad con una densidad poblacional de 0,2 hab./km². Los datos del censo mostraron que de las 2993 personas censadas en 2006, en 2011 hubo una disminución poblacional de 40 habitantes (-1,3%). El número total de inmuebles particulares resultó de 1418 con una densidad de 0,1 inmuebles por km². El número total de viviendas particulares que se encontraban ocupadas por residentes habituales fue de 1332.